# Batis senegalensis
El batis senegalés (Batis senegalensis) es una especie de ave paseriforme de la familia Platysteiridae propia de África Occidental. Se encuentra en Benín, Burkina Faso, Camerún, Costa de Marfil, Gambia, Ghana, Guinea, Guinea-Bissau, Mali, Mauritania, Níger, Nigeria, Senegal, Sierra Leona y Togo.